# هدراژنین
هدراژنین (به انگلیسی: Hederagenin) یک ترکیب شیمیایی با شناسه پاب‌کم ۷۳۲۹۹ است.